# Mariama Dalanda Barry
Mariama Dalanda Barry (* 1. April 1991 in Conakry) ist eine guineische Taekwondoka. Sie war 2008 Teilnehmerin der Olympischen Spiele.

## Leben
Barry trat bei den Olympischen Sommerspielen 2008 in Peking für die Weltergewichtsklasse der Frauen an. Sie schied in der ersten Runde aus, nachdem er gegen die deutsche Helena Fromm, die schließlich die Bronzemedaille in dieser Disziplin gewann, mit 1-6 geschlagen wurde. Bei der Abschlussfeier in Peking war sie Fahnenträgerin der guineischen Mannschaft.